# Puchar Kontynentalny kobiet w kombinacji norweskiej 2021/2022
Puchar Kontynentalny kobiet w kombinacji norweskiej 2021/2022 – piąta w historii edycja Pucharu Kontynentalnego kobiet w kombinacji norweskiej. Zawody były rozgrywane w Norwegii i Austrii. 
Tytułu broniła Austriaczka Sigrun Kleinrath oraz reprezentacja Austrii w Pucharze Narodów. 
W tym sezonie najlepsza okazała się Norweżka Gyda Westvold Hansen, natomiast w Pucharze Narodów najlepsze były Norweżki.

## Kalendarz i wyniki
| Lp. | Data           | Miejscowość      | Konkurencja                    | 1. miejsce                                                                       | 2. miejsce                                                                 | 3. miejsce                                                              |
| --- | -------------- | ---------------- | ------------------------------ | -------------------------------------------------------------------------------- | -------------------------------------------------------------------------- | ----------------------------------------------------------------------- |
| 1.  | 11 lutego 2022 | Lillehammer      | Gundersen HS98/5 km            | Gyda Westvold Hansen                                                             | Annika Sieff                                                               | Lisa Hirner                                                             |
| 2.  | 12 lutego 2022 | Lillehammer      | Sprint drużynowy HS98/2x4,5 km | Norwegia I Marte Leinan Lund · Gyda Westvold Hansen                              | Austria I Annalena Slamik · Lisa Hirner                                    | Niemcy II Marie Nähring · Maria Gerboth                                 |
| 3.  | 13 lutego 2022 | Lillehammer      | Gundersen HS98/5 km            | Gyda Westvold Hansen                                                             | Lisa Hirner                                                                | Annika Sieff                                                            |
| 4.  | 18 lutego 2022 | Eisenerz         | Gundersen HS109/5 km           | Gyda Westvold Hansen                                                             | Annika Sieff                                                               | Ema Volavšek                                                            |
| 5.  | 19 lutego 2022 | Eisenerz         | Sztafeta mieszana HS109/4x2 km | Norwegia Lars Ivar Skårset · Ida Marie Hagen · Gyda Westvold Hansen · Lars Burås | Austria Thomas Rettenegger · Lisa Hirner · Annalena Slamik · Lukas Klapfer | Niemcy David Mach · Cindy Haasch · Sophia Maurus · Wendelin Thannheimer |
| 6.  | 20 lutego 2022 | Eisenerz         | Gundersen HS109/5 km           | Gyda Westvold Hansen                                                             | Annika Sieff                                                               | Ema Volavšek                                                            |
| 7.  | 12 marca 2022  | Park City        | Start masowy HS100/5 km        | Odwołano                                                                         | Odwołano                                                                   | Odwołano                                                                |
| 8.  | 13 marca 2022  | Park City        | Gundersen HS100/5 km           | Odwołano                                                                         | Odwołano                                                                   | Odwołano                                                                |
| 9.  | 17 marca 2022  | Whistler         | Gundersen HS105/5 km           | Odwołano                                                                         | Odwołano                                                                   | Odwołano                                                                |
| 10. | 19 marca 2022  | Whistler         | Gundersen HS105/5 km           | Odwołano                                                                         | Odwołano                                                                   | Odwołano                                                                |
| 11. | 26 marca 2022  | Lake Placid/Orda | Gundersen HS100/10 km          | Odwołano                                                                         | Odwołano                                                                   | Odwołano                                                                |
| 12. | 27 marca 2022  | Lake Placid/Orda | Gundersen HS100/10 km          | Odwołano                                                                         | Odwołano                                                                   | Odwołano                                                                |

## Klasyfikacja generalna
| M.  | Zawodnik             | Punkty |
| --- | -------------------- | ------ |
| 1.  | Gyda Westvold Hansen | 400    |
| 2.  | Annika Sieff         | 300    |
| 3.  | Ema Volavšek         | 215    |
| 4.  | Maria Gerboth        | 146    |
| 5.  | Lisa Hirner          | 140    |
| 6.  | Marte Leinan Lund    | 132    |
| =   | Léna Brocard         | 132    |
| 8.  | Annika Malacinski    | 120    |
| 9.  | Stiefanija Nadymowa  | 87     |
| 10. | Sophia Maurus        | 86     |

## Puchar Narodów
| Lp. | Państwo           | Punkty |
| --- | ----------------- | ------ |
| 1.  | Norwegia          | 750    |
| 2.  | Niemcy            | 498    |
| 3.  | Włochy            | 335    |
| 4.  | Austria           | 296    |
| 5.  | Słowenia          | 251    |
| 6.  | Rosja             | 172    |
| 7.  | Stany Zjednoczone | 168    |
| 8.  | Japonia           | 133    |
| 9.  | Francja           | 132    |
| 10. | Finlandia         | 88     |